# Kiyohara Tama
Kiyohara Tama (清原玉?) (Tokio, 1861 – 1939), también conocida como Kiyohara Otama (清原お玉?), O'Tama Chiovara, Eleonora Ragusa (エレオノーラ・ラグーザ?) y Ragusa Tama (ラグーザ・玉?) fue una pintora japonesa que pasó la mayor parte de su vida en la ciudad siciliana de Palermo. Su nombre de soltera era Kiyohara Tamayo (清原多代?).

## Biografía
Kiyohara Tamayo fue la segunda hija de Kiyohara Einosuke, administrador del famoso templo Zōjō-ji en Shiba-Shinbori, Minato, Tokio. Comenzó a estudiar seriamente pintura con un maestro japonés incluso antes de ingresar a la escuela primaria. Tamayo modeló para el escultor siciliano Vincenzo Ragusa desde los 17 años, que se encontraba en Japón desempeñándose como profesor de escultura. Después de pasar seis años en Japón, el escultor decidió volver a Italia en 1882 llevando consigo a Kiyohara Einosuke, la esposa de Kiyohara y a Tamayo, de en ese entonces 21 años.

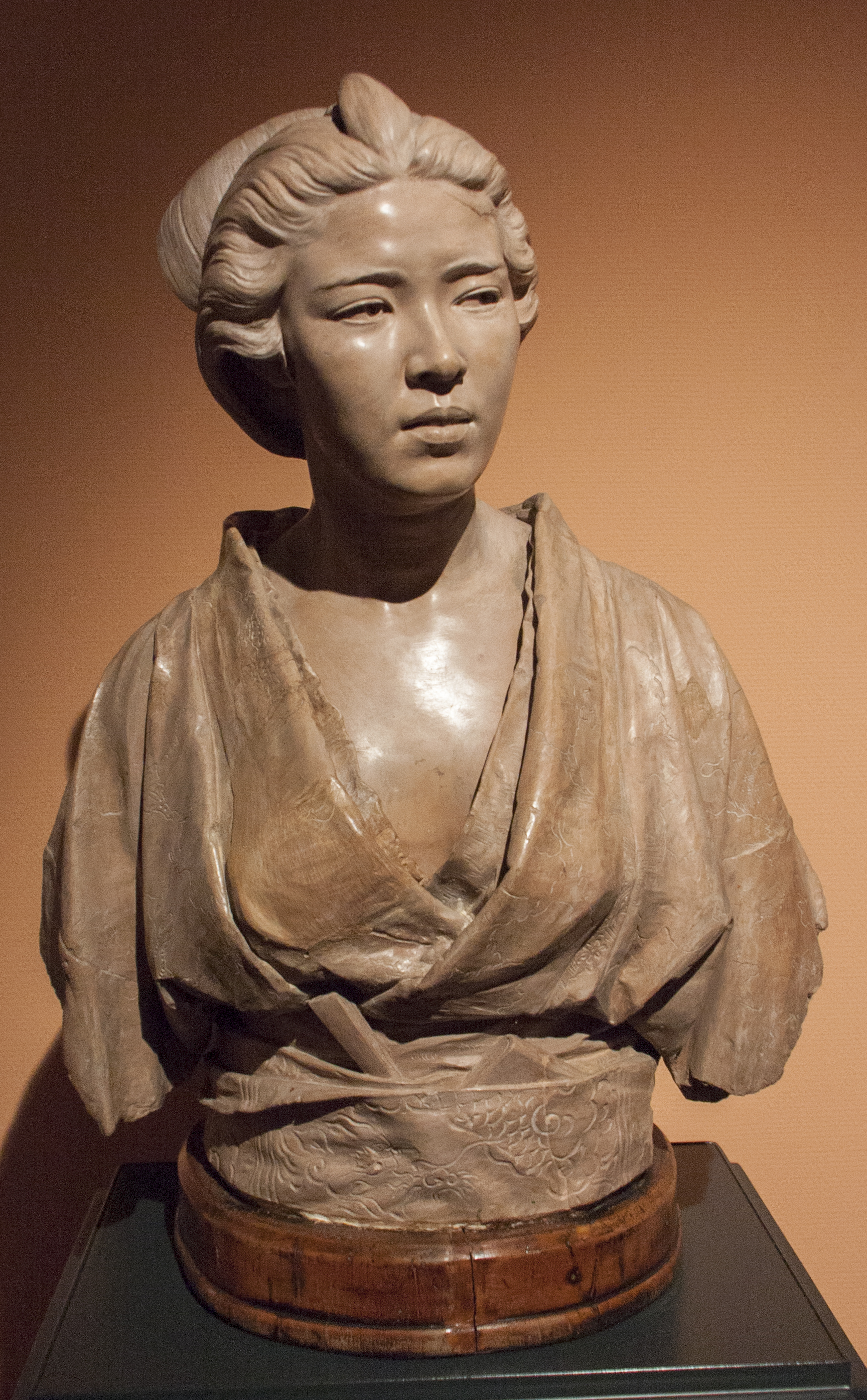
Busto de Tama Ragusa por Vincenzo Ragusa (1883)

En Palermo, Ragusa abrió la Scuola Superiore d'Arte Applicata, empleando a Kiyohara y su esposa como instructores para introducir las técnicas japonesas de lacado en Italia. Las dificultades para obtener las materias primas necesarias provocaron el cierre de la escuela, y Kiyohara y su esposa regresaron a Japón después seis años en Palermo. Dejaron atrás a su hija Tamayo, quien se casó con Ragusa en 1889, y adoptó el nombre italiano de Eleonora Ragusa.
Continuó activa en las artes y fue nombrada subdirectora de una escuela de arte que Vincenzo abrió en Palermo. La escuela, llamada “Museo Artistico Industriale, Scuole Officine”, fue inaugurada en 1884 con fondos públicos en el Palazzo Belvedere (Casa Benzo). Él encabezaba la sección masculina, ella la sección femenina. La escuela todavía existe bajo el nombre de Instituto d'Arte di Palermo.
En Italia, fue admirada por sus obras en acuarela, que incluían representaciones de naturalezas muertas con flores, como también figuras y paisajes. Ganó numerosos premios en las exposiciones del Casino de Bellas Artes de Palermo. También se destacó en el bordado, ganando una medalla de oro por su trabajo en una exposición en Roma.
Después de la muerte de su esposo en 1927, dos periódicos japoneses, el Osaka Mainichi Shinbun y el Tokyo Nichi Nichi Shimbun, se enteraron de su historia y publicaron una serie de novelas al respecto, lo que lanzó a la fama a Tamayo en su tierra natal. Para entonces ya apenas podía hablar japonés, pero aun así decidió volver. A su regreso abrió un taller en Shiba Shinbori, donde murió algunos años después. Está enterrada en el templo de su familia, Chōgen-ji. Kiyohara era una pintora de gran habilidad, pero la mayoría de las obras que dejó en Japón fueron destruidas durante la Segunda Guerra Mundial, mientras que las que quedaron en Italia todavía se exhiben en varias colecciones privadas.
Según sus deseos, la mitad de sus cenizas están en Japón y la otra mitad en Palermo, junto a la tumba de su marido.

## En la cultura popular
Tamayo aparece en la novela de 2018 The Death de Noah Glass de la autora australiana Gail Jones, en la que se acusa al personaje epónimo de estar involucrado en el robo y contrabando de una escultura de Eleonora de Vincenzo Ragusa.

## Galería

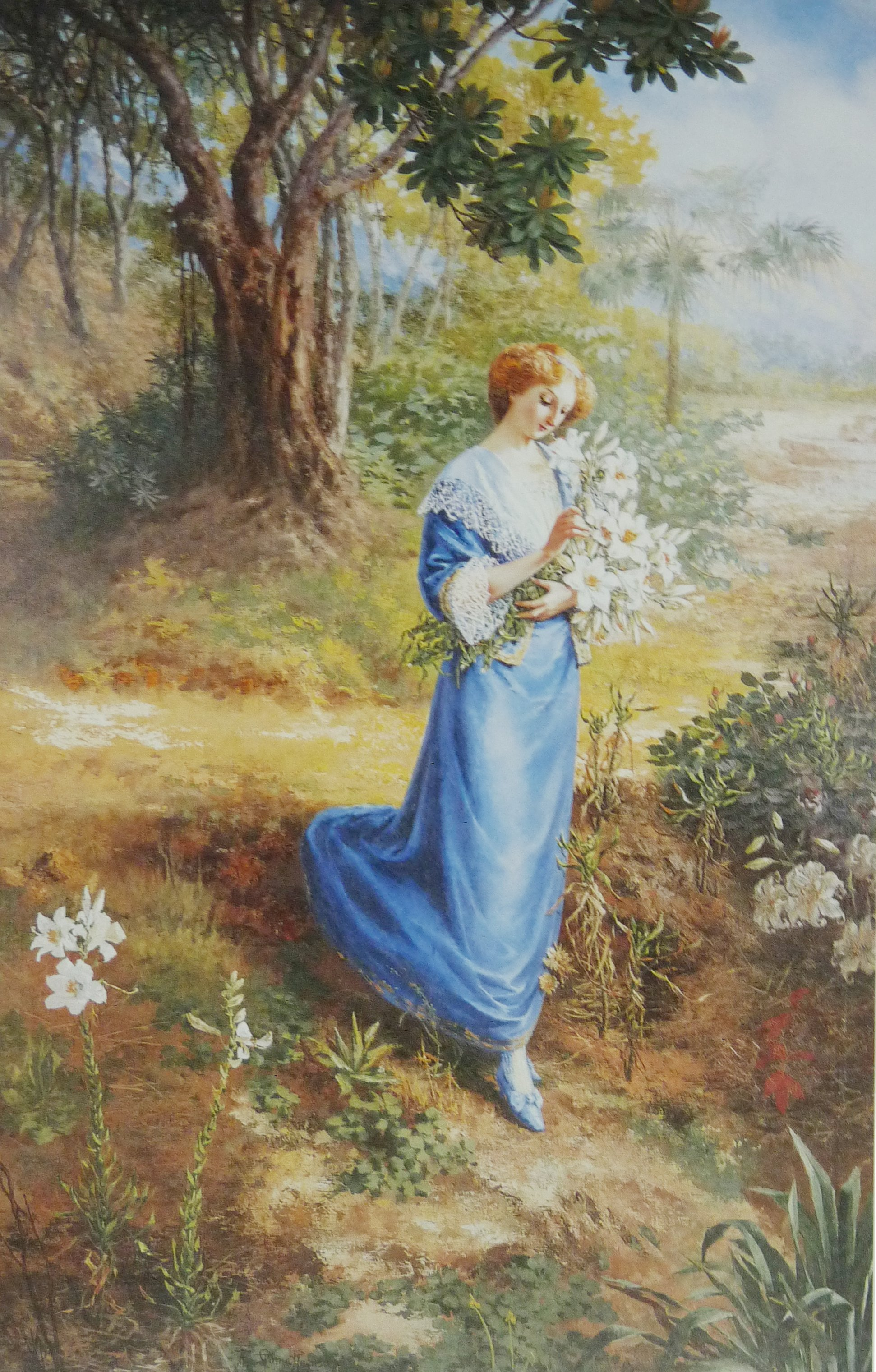
Primavera (1912)
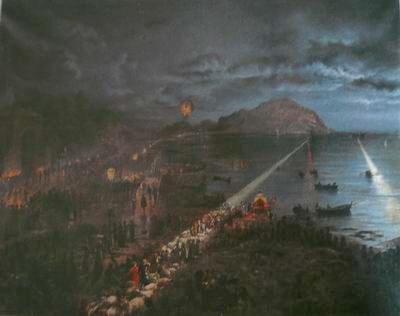
La Notte dell'Ascensione (fecha desconocida)